# Laatste eerbewijzen aan Egmont en Horne
Laatste eerbewijzen aan Egmont en Horne (Frans: Les derniers honneurs rendus aux comtes d'Egmont et de Hornes) is een olieverfschilderij van Louis Gallait dat rond 1851 werd geschilderd. Het werd in de volksmond ook les têtes coupées (de afgehakte hoofden) genoemd. Het is een romantisch historiestuk waarop wordt getoond hoe de Brusselse schuttersgilde in het Recollettenklooster de laatste eer komt betuigen aan de graven Egmont en Horne na hun onthoofding in 1568. Gallait schilderde het doek eerst op groot formaat (233 bij 328 cm) in 1851. Het Museum voor Schone Kunsten van Doornik kocht het datzelfde jaar voor 30.000 frank. Het doek had zoveel bijval dat Louis Gallait tot 1882 eigenhandig verschillende kopieën in verschillend formaat schilderde.

## Huidige locaties
Er hangen dus versies van het schilderij in het Museum voor Schone Kunsten in Doornik, het Brooklyn Museum in New York, het Koninklijk Museum voor Schone Kunsten Antwerpen, de Koninklijke Musea voor Schone Kunsten van België in Brussel, het Poesjkinmuseum in Moskou en in het stadhuis van Zottegem. Verder zijn er ook studies voor het doek bewaard gebleven; negen in de Koninklijke Musea voor Schone Kunsten in Brussel, drie in het Museum voor Schone Kunsten in Doornik en één in privébezit. Er werden door anderen ook etsen, gravures en chromo's gemaakt op basis van het populaire schilderij. 
De kopie uit het Brooklyn Museum werd in 2014 uitgeleend aan het Musée des Beaux-Arts de Lyon voor de tentoonstelling L'Invention du passé. Histoires de cœur et d'épée en Europe, 1802-1850.
In de Egmontkamer van het kasteel van Gaasbeek hangen een reproductie van de Laatste eerbewijzen aan Egmont en Horne door Jules Messiaen en de moderne fotoversie van het schilderij door Erwin Olaf.

## Trivia
Het bekende schilderij werd door de jaren heen regelmatig uitgebeeld als tableau vivant, zoals in het Château de Marlière in Orcq. In 1868 schilderde Louis Ghémar een parodie op het schilderij (Egmont wordt de krant voorgelezen; het schilderij is ondertekend met Gallet). Ook James Ensor liet zich inspireren door Gallaits schilderij voor De Gendarmen (prent 1888, schilderij 1892). In 2012 recreëerde en fotografeerde fotograaf Erwin Olaf in het kasteel van Gaasbeek een tableau vivant op basis van het schilderij van Gallait. In 2017 werden er opnames gemaakt van het schilderij voor het NTR-programma 80 jaar oorlog met Hans Goedkoop. Op 5 juni 2018 beeldde het Groot Koninklijk Serment en van Sint-Joris der Kruisboogschutters dit tableau vivant uit op de Grote Markt van Brussel om de 450e verjaardag van de onthoofding van Egmont en Horne te herdenken.
Gallait beschikte als model voor de hoofden over het hoofd van Remy Bomal, die op 15 april 1851 aan de Hallepoort in Brussel werd geguillotineerd omdat hij in Nijvel zijn vrouw en oudste dochter had vermoord. Gallait maakte een olierverfschets van het hoofd een halfuur na de terechtstelling.

## Afbeeldingen

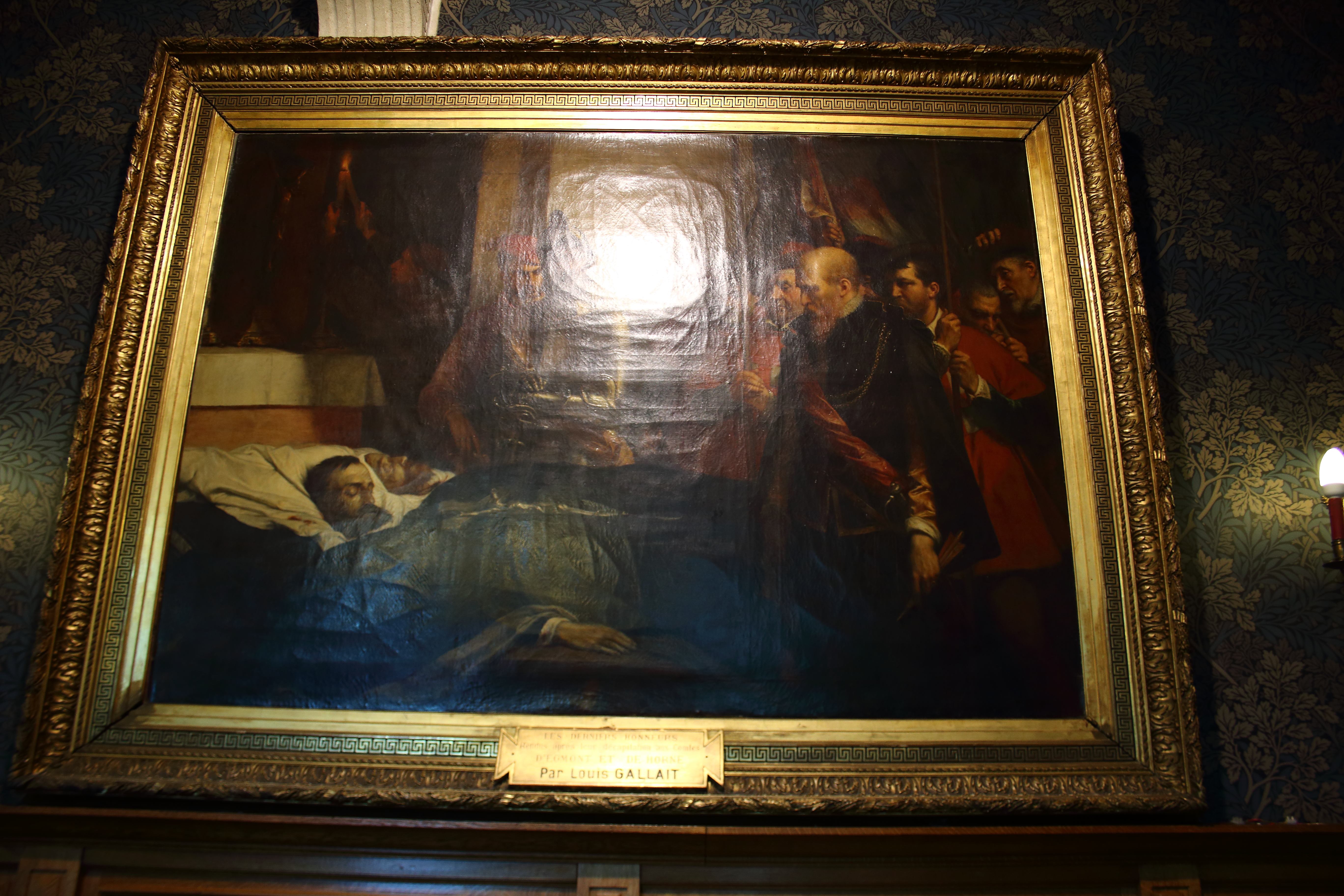
Laatste eerbewijzen in het stadhuis van Zottegem (1882)
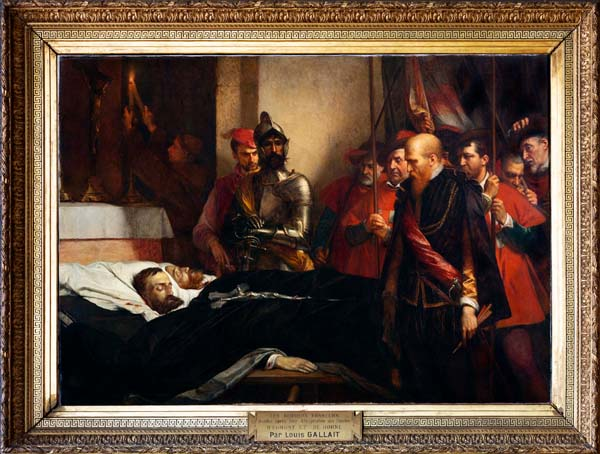
Laatste eerbewijzen in het stadhuis van Zottegem (1882)
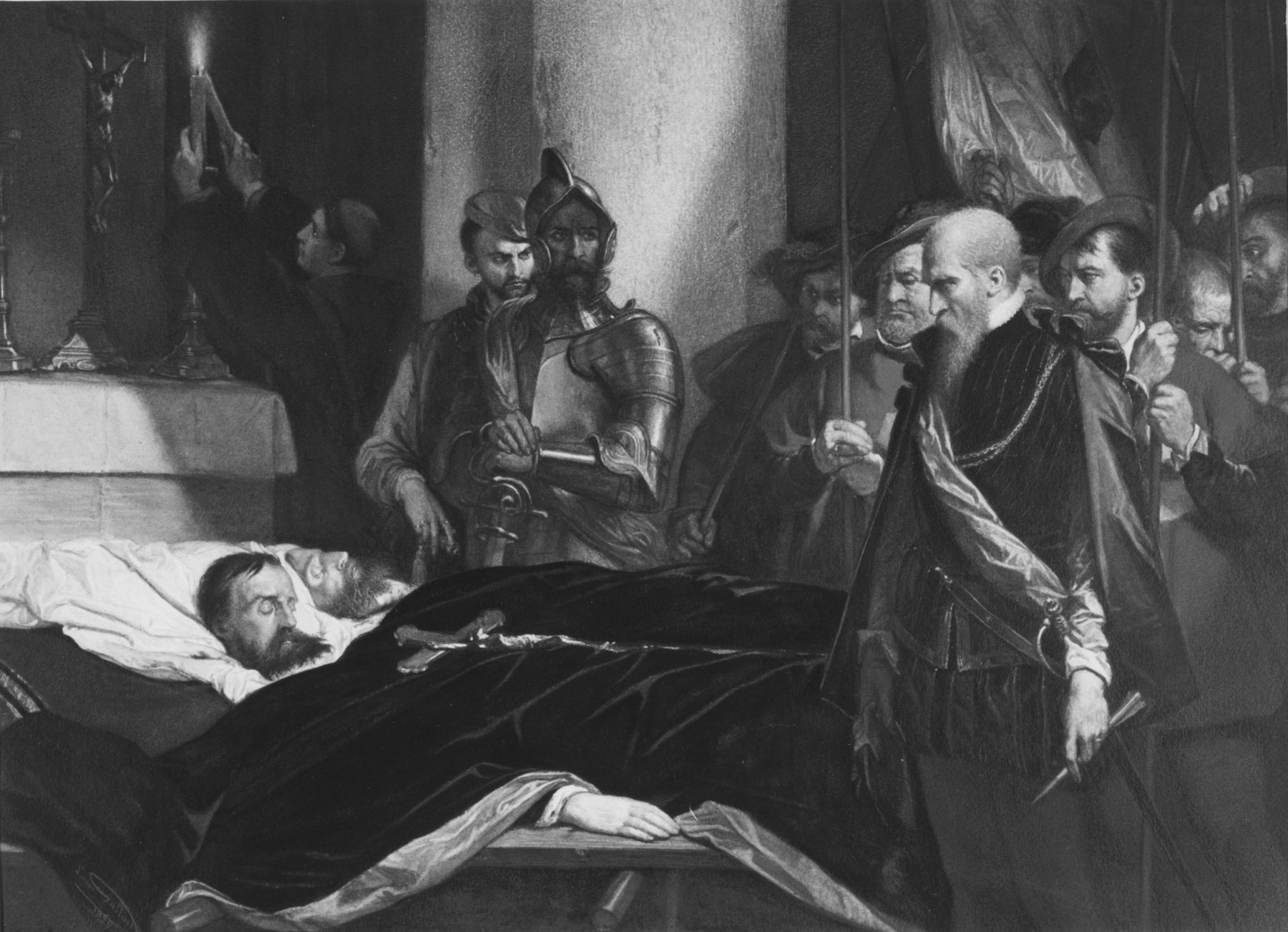
waterverf op papier, Walters Art Museum (1859)
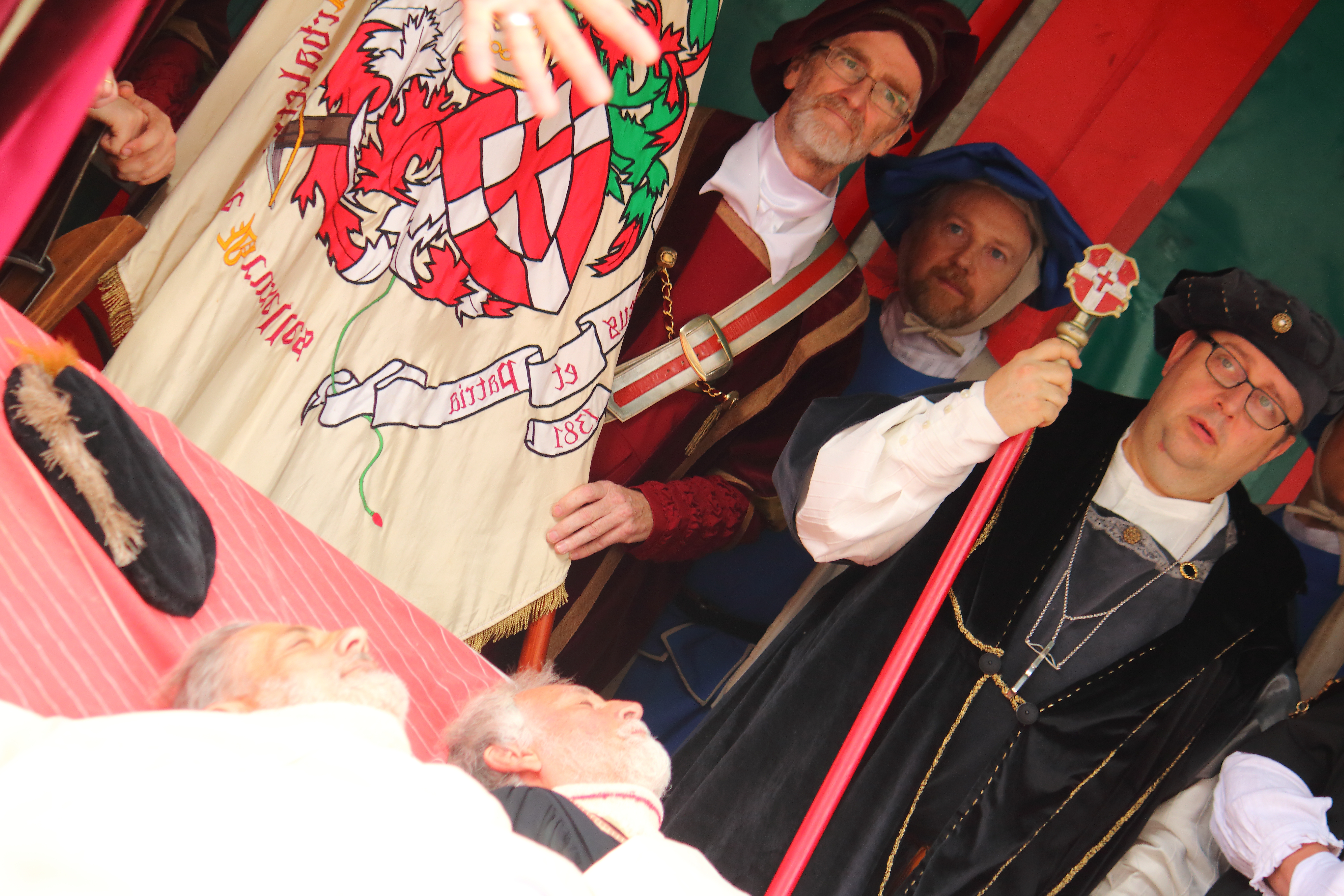
tableau vivant 5 juni 2018 Brussel

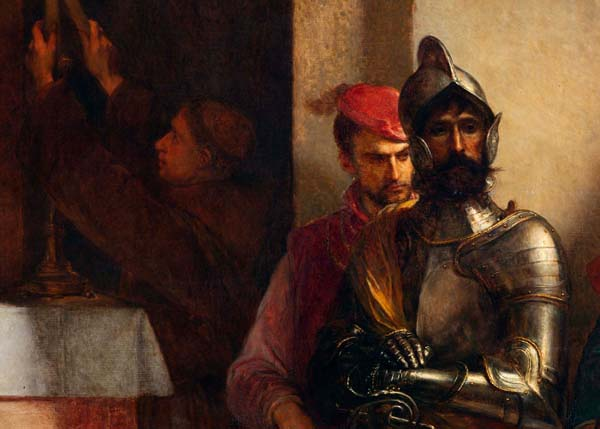
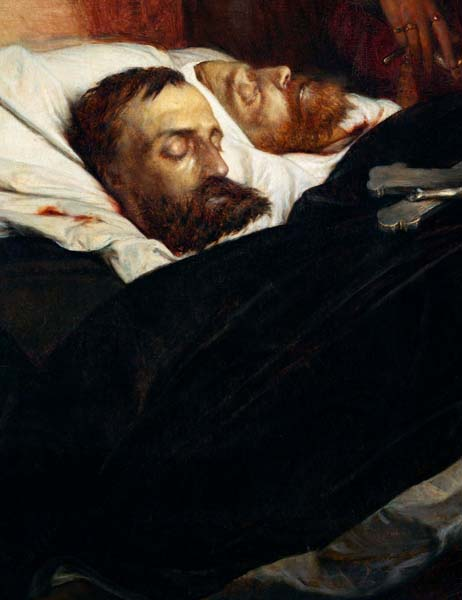
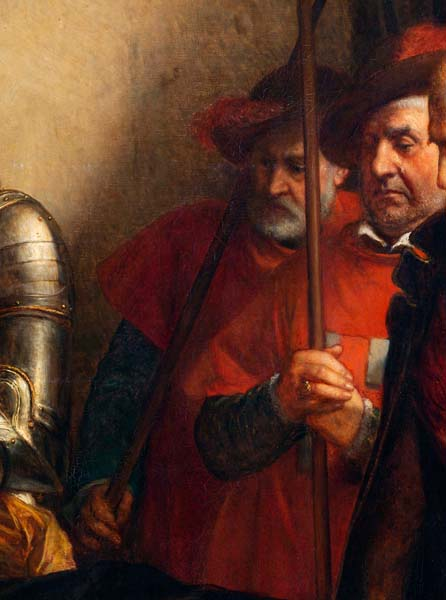
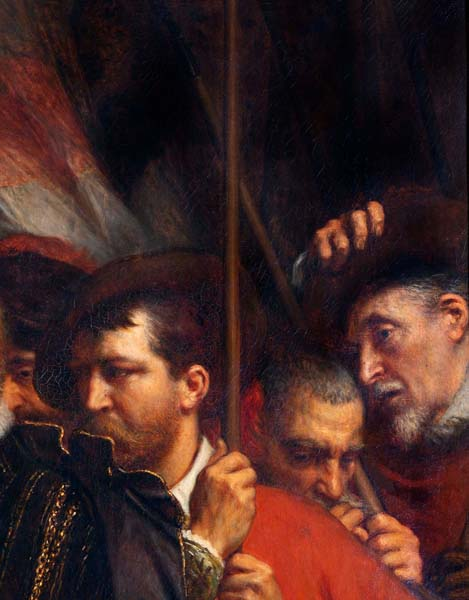